# سفارة الأرجنتين في فنلندا
سفارة الأرجنتين في فنلندا هي أرفع تمثيل دبلوماسي لدولة الأرجنتين لدى فنلندا. تقع السفارة في هلسنكي وهي تهدف لتعزيز المصالح الأرجنتينية في فنلندا.

## وصلات خارجية
- قائمة سفارات الأرجنتين
- قائمة السفارات في فنلندا